# Alan McGee

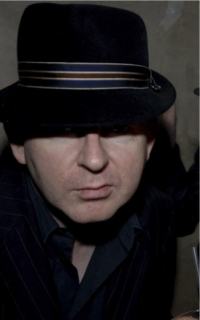
Alan McGee (vor 2009)

Alan McGee (* 29. September 1960 in East Kilbride) ist ein schottischer Unternehmer. Er ist als Manager in der Musikindustrie tätig und entdeckte unter anderem die Rockband Oasis.

## Leben

### Frühe Jahre
McGee wuchs in Glasgow auf, wo er im Alter von 16 Jahren die Schule verließ und zwei Jahre darauf mit seinem Freund Bobby Gillespie, dem späteren Gründer von Primal Scream, einer Punkband betrat. Nach der Auflösung der Punkband zog er nach London und arbeitete bis 1983 bei der staatlichen Eisenbahngesellschaft British Rail als Kontrolleur. In dieser Zeit spielte er bei der Band The Laughing Apple, die mehrere Singles aufnahm.

### Karriere
McGee gründete die Indiepopband Biff Bang Pow!, die bis 1991 bestand und begann, Clubnächte namens The Living Room in London zu veranstalten. 1983 gründete er das Musiklabel Creation Records und managte die Rockband The Jesus and Mary Chain, deren erste Single im November 1984 auf McGees Label veröffentlicht wurde.
Creation Records häufte in den darauffolgenden Jahren erhebliche Schulden an, aus diesem Grund verkaufte McGee 1992 die Hälfte des Labels an Sony Music. Kurz vor der vermeintlichen Insolvenz begann die unter Vertrag genommene Rockband Oasis Alben in großen Mengen zu verkaufen. McGee wurden in den darauffolgenden Jahren viele wichtige Preise verliehen, unter anderem der Godlike-Genius-Award. Creation Records wurde zwischen 1995 und 1998 jedes Jahr von der Music Week als Independent Label of the Year ausgezeichnet.
2008 zog sich McGee nach 25 Jahren aus dem Musikmanagement und der Zusammenarbeit mit Plattenfirmen zurück.
Im August 2018 kündigte er die Gründung eines neuen Labels namens Creation23 an. Die erste Veröffentlichung des Labels war von der Gruppe „Rubber Jaw“ aus North Essex.

## Film
- 2021: Creation Stories ist ein Spielfilm über das Leben von Alan McGee. Regie führte Nick Moran, die Hauptrolle übernahm Ewen Bremner.